# Taça de Portugal de Basquetebol de 2006/2007
A edição da Taça de Portugal de Basquetebol referente à época de 2006/2007 decorreu entre 5 de Outubro de 2006 - 1ª Eliminatória - e 25 de Março de 2007, data em que se disputou a final a qual teve lugar no Pavilhão  Municipal de Paços Ferreira, O Futebol Clube do Porto conquistou à sua 11ª Taça de Portugal de Basquetebol.

## Taça de Portugal de Basquetebol 2006/2007
|  | Quartas de final             | Quartas de final       |                   |    | Semifinais | Semifinais |  |  | Final | Final |
|  |                              |                        |                   |    |            |            |  |  |       |       |
|  | 22 Março                     |                        |                   |    |            |            |  |  |       |       |
|  |                              |                        |                   |    |            |            |  |  |       |       |
|  | Casino Fig Ginásio           | 54                     |                   |    |            |            |  |  |       |       |
|  | Casino Fig Ginásio           | 54                     | 24 Março          |    |            |            |  |  |       |       |
|  | FC Porto Ferpinta            | 73                     |                   |    |            |            |  |  |       |       |
|  | FC Porto Ferpinta            | 73                     | FC Porto Ferpinta | 82 |            |            |  |  |       |       |
|  | 22 Março                     |                        | FC Porto Ferpinta | 82 |            |            |  |  |       |       |
|  |                              | Lusitânia Angra Patr M | 73                |    |            |            |  |  |       |       |
|  | NB Queluz                    | Lusitânia Angra Patr M | 73                | 83 |            |            |  |  |       |       |
|  | NB Queluz                    |                        | 25 Março          | 83 |            |            |  |  |       |       |
|  | Lusitânia Angra Patr Mundial | 88                     |                   |    |            |            |  |  |       |       |
|  | Lusitânia Angra Patr Mundial | 88                     | FC Porto Ferpinta | 86 |            |            |  |  |       |       |
|  | 23 Março                     |                        | FC Porto Ferpinta | 86 |            |            |  |  |       |       |
|  |                              | Belenenses Hyundai Lus | 77                |    |            |            |  |  |       |       |
|  | Barreirense - LCB            | Belenenses Hyundai Lus | 77                | 66 |            |            |  |  |       |       |
|  | Barreirense - LCB            | 24 Março               |                   | 66 |            |            |  |  |       |       |
|  | Sport Lisboa Benfica         | 57                     |                   |    |            |            |  |  |       |       |
|  | Sport Lisboa Benfica         | 57                     | Barreirense - LCB | 69 |            |            |  |  |       |       |
|  | 23 Março                     |                        | Barreirense - LCB | 69 |            |            |  |  |       |       |
|  |                              | Belenenses Hyundai Lus | 76                |    |            |            |  |  |       |       |
|  | Belenenses Hyundai Lus       | Belenenses Hyundai Lus | 76                | 85 |            |            |  |  |       |       |
|  | Belenenses Hyundai Lus       |                        |                   | 85 |            |            |  |  |       |       |
|  | CAB Madeira                  | 83                     |                   |    |            |            |  |  |       |       |
|  | CAB Madeira                  | 83                     |                   |    |            |            |  |  |       |       |

A Partir dos quartos de final todos os jogos foram disputados no Pavilhão Municipal de Paços Ferreira

### 8 Avos de Final
| 8 Avos de Final                         | 8 Avos de Final | 8 Avos de Final | 8 Avos de Final                            | 8 Avos de Final |
| --------------------------------------- | --------------- | --------------- | ------------------------------------------ | --------------- |
| Casino Fig Ginásio - Ovarense Aerosoles | 73 – 70         |                 | Galitos FC /TleyBasket - FC Porto Ferpinta | 60 – 90         |
| Illiabum - NB Queluz                    | 58 – 109        |                 | Atlético/Slimcei - Sport Lisboa Benfica    | 64 – 79         |

### 4ª Eliminatória
| 4ª Eliminatória                       | 4ª Eliminatória | 4ª Eliminatória | 4ª Eliminatória                      | 4ª Eliminatória |
| ------------------------------------- | --------------- | --------------- | ------------------------------------ | --------------- |
| Galitos FC /TleyBasket - CAB Grândola | 101 – 38        |                 | Atlético/Slimcei - AngraBasket (Sen) | 81 – 67         |
| Illiabum - Sangalhos                  | 80 – 68         |                 | VSC/M. Couto Alves - Maia Basket     | 80 – 73         |

### 3ª Eliminatória
| 3ª Eliminatória                          | 3ª Eliminatória | 3ª Eliminatória | 3ª Eliminatória                         | 3ª Eliminatória |
| ---------------------------------------- | --------------- | --------------- | --------------------------------------- | --------------- |
| CAB Grândola - Salesianos Évora / ECC    | 71 – 63         |                 | Montijo Basket - Galitos FC /TleyBasket | 40 – 69         |
| Física Torres Vedras - AngraBasket (Sen) | 80 – 85         |                 | Atlético/Slimcei - C.H-A.Malveira       | 125 – 43        |
| Sangalhos - Galitos                      | 72 – 67         |                 | Illiabum - Académica                    | 81 – 72         |
| Maia Basket - Guifões S.C.               | 87 – 73         |                 | VSC/M. Couto Alves - Salesianos         | 85 – 63         |

### 2ª Eliminatória
| 2ª Eliminatória                   | 2ª Eliminatória | 2ª Eliminatória | 2ª Eliminatória                    | 2ª Eliminatória |
| --------------------------------- | --------------- | --------------- | ---------------------------------- | --------------- |
| Salesianos Évora / ECC - CR Feijó | 76 – 63         |                 | Basket Almada - Montijo Basket     | 75 – 80         |
| Atlético/Slimcei - SCR Gaeirense  | 102 – 39        |                 | C.H-A.Malveira - Rio Maior Basket  | 61 – 58         |
| Algés - Física Torres Vedras      | 68 – 86         |                 | Campomaiorense - AngraBasket (Sen) | 56 – 112        |
| Sampaense Basket - Sangalhos      | 69 – 72         |                 | Sanjoanense/FEPSA,SA - Illiabum    | 46 – 83         |
| ACR Vale de Cambra - Galitos      | 68 – 72         |                 | Académica - CP Esgueira            | 93 – 71         |
| B.C.Valença - VSC/M. Couto Alves  | 52 – 73         |                 | Maia Basket - CB Penafiel          | 94 – 49         |
| Guifões S.C. - AA UTAD            | 84 – 66         |                 | Salesianos - Vila Pouca de Aguiar  | 72 – 69         |

### 1ª Eliminatória
| 1ª Eliminatória                     | 1ª Eliminatória | 1ª Eliminatória | 1ª Eliminatória                            | 1ª Eliminatória |
| ----------------------------------- | --------------- | --------------- | ------------------------------------------ | --------------- |
| AAC/Dolcevita - C.B. Fundão         | 113 – 38        |                 | S.C. Beira - Mar - CP Esgueira/OLI         | 48 – 96         |
| G.D.B. Leça - CTM Vila Pouca Aguiar | 71 – 89         |                 | C.D.Povoa/MonteAdriano - VSC/M.Couto Alves | 66 – 75         |